# مالی ناگاداک
مالی ناگاداک (به لاتین: Maly Nagadak) یک منطقهٔ مسکونی در روسیه است که در باشقیرستان واقع شده‌است.